# أندرياس بلوم
أندرياس بلوم (بالألمانية: Andreas Bluhm)‏ هو لاعب كرة قدم ألماني في مركز الوسط، ولد في 21 ديسمبر 1973 في فرايبورغ في ألمانيا. لعب مع نادي آوغسبورغ.

## وصلات خارجية
- أندرياس بلوم على موقع قاعدة بيانات كرة القدم.إي يو (الإنجليزية)
- أندرياس بلوم على موقع بيانات كرة القدم. دي إي (الألمانية)